# Luka Đorđević
Luka Đorđević (montenegrinisch-kyrillisch Лука Ђорђевић; * 9. Juli 1994 in Budva) ist ein montenegrinischer Fußballspieler.

## Karriere

### Verein
Đorđević begann seine Karriere beim FK Mogren. Im April 2011 debütierte er gegen den FK Dečić Tuzi für die erste Mannschaft von Mogren in der Prva Crnogorska Liga. In der Saison 2010/11 kam er zu zwei Einsätzen in der höchsten montenegrinischen Spielklasse. In der Saison 2011/12 absolvierte der Stürmer 24 Erstligapartien und erzielte dabei zehn Tore.
Zur Saison 2012/13 wechselte Đorđević nach Russland zu Zenit St. Petersburg. Bei Zenit konnte er sich jedoch nicht durchsetzen und kam in seiner ersten Spielzeit zu sieben Einsätzen in der Premjer-Liga. Daraufhin wurde er im August 2013 in die Niederlande an den FC Twente Enschede verliehen. Allerdings setzte er sich auch bei Twente nicht durch, während der Leihe kam er zu 14 Einsätzen in der Eredivisie, wobei er nur einmal in der Startelf stand. Zudem wurde er fünfmal für Twentes Zweitmannschaft in der Eerste Divisie eingesetzt. Zur Saison 2014/15 kehrte er zunächst nach Russland zurück, ehe er im September 2014 ein zweites Mal verliehen wurde, diesmal nach Italien an Sampdoria Genua. Allerdings war auch diese Leihe nicht von Erfolg gekrönt, in Genua kam der Angreifer nur dreimal in der Serie A zum Einsatz.
Nach einer erneuten kurzen Rückkehr nach Sankt Petersburg, während der er zwei Einsätze für Zenits Zweitmannschaft in der Perwenstwo FNL hatte, folgte im August 2015 die dritte Leihe, diesmal nach Spanien an den Zweitligisten SD Ponferradina. Für Ponferradina kam er zu 24 Einsätzen in der Segunda División, in denen er drei Tore erzielte. Mit dem Verein stieg er zu Saisonende aber aus der zweithöchsten Spielklasse ab. Die Saison 2016/17 verbrachte er komplett bei Zenit und absolvierte zehn Spiele in der Premjer-Liga, in denen er ein Tor erzielte. Zur Saison 2017/18 wurde er ein viertes Mal verliehen, diesmal innerhalb der Liga an Arsenal Tula. In Tula erzielte er sieben Tore in 22 Einsätzen. Im August 2018 wurde die Leihe um eine Spielzeit verlängert. In der Saison 2018/19 kam Đorđević zu 23 Einsätzen in der Premjer-Liga, in denen er erneut siebenmal traf.
Zur Saison 2019/20 kehrte er wieder kurz nach Sankt Petersburg zurück, ehe er im August 2019 Zenit nach über sieben Jahren endgültig verließ und sich dem Ligakonkurrenten Lokomotive Moskau anschloss. Nach fünf Einsätzen für die Moskauer zog er sich im Oktober 2019 einen Kreuzbandriss zu und fiel fast ein Jahr aus, erst im September 2020 stand er wieder im Spieltagskader von Lok. Im Oktober 2020 wurde Đorđević innerhalb der Premjer-Liga an Arsenal Tula verliehen, für das er bereits zwischen 2017 und 2019 aktiv gewesen war. In Tula kam er während der Leihe zu 14 Einsätzen, in denen er zweimal traf. Zur Saison 2021/22 kehrte er nicht mehr nach Moskau zurück.
Nachdem der Montenegriner in der regulären Transferphase keinen neuen Verein gefunden hatte, wechselte er im September 2021 nach Dänemark zum Vejle BK. Für Vejle kam er zu 20 Einsätzen in der Superliga, in denen er fünfmal traf. Nach Ende der Saison 2021/22 verließ er die Dänen wieder. Auch im Sommertransferfenster 2022 fand Đorđević keinen neuen Klub, sodass er im September 2022 nach Russland zurückkehrte und sich dem FK Sotschi anschloss. In der Saison 2022/23 kam er zu 13 Einsätzen in der Premjer-Liga. In der Saison 2023/24 absolvierte er bis zur Winterpause elf Spiele.
Im Februar 2024 wechselte Đorđević nach Saudi-Arabien zum Abha Club.

### Nationalmannschaft
Đorđević spielte zwischen 2011 und 2012 für die montenegrinische U-19-Auswahl. Von August 2011 bis September 2016 kam er zu 23 Einsätzen für die U-21-Mannschaft. Im September 2012 debütierte er für das A-Nationalteam, als er in der WM-Qualifikation gegen San Marino in der Startelf stand. In jenem Spiel, das die Montenegriner mit 6:0 gewannen, erzielte Đorđević, zu jenem Zeitpunkt 18 Jahre und zwei Monate alt, auch sein erstes Tor und löste damit Stevan Jovetić als jüngsten Torschützen in der Geschichte seines Landes ab.

## Persönliches
Sein Bruder Stefan (* 1990) ist ebenfalls Fußballspieler.